# Лисиця тибетська
Лисиця тибетська або лисиця Ва (Vulpes ferrilata) — ендемічний вид лисиць, ареал якого є Тибетське нагір'я в Непалі, Китаї та Індії, до висоти близько 5300 м. 

## Зовнішній вигляд
Тибетська лисиця — один з найменших лисячих різновидів. Зуби добре розвинені з надзвичайно довгими іклами, більшими ніж у всіх інших лисиць. Тіло лисиць вкрито товстим, м'яким хутром, з добре розвинутим щільним нижнім підшерстям, який добре захищає їх від сильних вітрів. Колір з боків змінюється від іржаво-коричневого зверху до сірого до низу, що створює ілюзію смуги з боків тварини. Горло, черевна область, смужка від горла до черева і кінчик хвоста білого кольору.
Довжина тіла дорослої лисиці від 60 до 70 см. Хвіст завдовжки від 30 до 45 см.
Вага дорослої особини від 4 до 5.5 кілограмів
У клітині міститься 36 хромосом.

## Поширення
Тибетська лисиця живе в степах і напівпустелях Тибетського плато. Також зустрічається в Непалі на північ від Гімалаїв, на північному заході Індії, в ряді провінцій Китаю, що межують з Тибетської автономною областю. У 2008 році дослідники спостерігали тибетських лисиць на гірських рівнинах на висоті до 5 200 метрів над рівнем моря. Але, лисиці практично не зустрічаються в місцях, де відсутні пискухи, які є їх основною їжею.

## Спосіб життя
Тибетські лисиці живуть у викопаних лігвах або норах під скелями або в щілинах груд валунів і ведуть досить потайний спосіб життя, про який мало що відомо. Ці тварини полюють попарно (самець і самиця) і ділять всю спійману видобуток зі своїм партнером. Вони мають тонкий слух, що дозволяє здалеку знаходити їх улюблену їжу — пискуху. Запах використовується, щоб орієнтуватися на своїй території, але відомо, що тибетські лисиці активно не захищають свою ділянку від інших пар. У цілому територіальність виражена слабо, було знайдено багато пар тварин, що живуть по сусідству і полюють на загальних землях.
Більшість дослідників оцінюють тривалість життя тибетської лисиці при ідеальних умовах — 8–10 років. Проте в природі більшість лис гине з природних причин до п'ятирічного віку.

## Харчування
Основа раціону тибетських лисиць — пискуха. Крім того, вони їдять інших гризунів, зайців, кролів, а також дрібних птахів, що гніздяться на землі і їх яйця. Може харчуватися падлом.

## Розмноження
Спаровування відбувається в грудні, пологи у лютому. Пари утворюються в кінці першого року життя і надалі зберігаються на все життя: живуть і виховують потомство разом. Вагітність триває 50–60 днів. Через те, що після пологів самиця довго не покидає лігва і протягом деяких тижнів після народження далеко від нього не відходить, все це ускладнює точне визначення тривалості періоду вагітності. У лігві народжується 2–4 голих, сліпих цуценят, кожен вагою 60–120 грам. Молодь не з'являється з лігва протягом кількох тижнів після народження, поки не підросте. Точний час харчування молоком невідомо.

## Цікаві факти
- Морда тибетської лисиці здається квадратною за рахунок густого хутра навколо шиї.
- До 2006 року тибетських лисиць ніколи не знімали на відео з причини їх природної обережності, а також через важкодоступність місць де вони мешкають. Вперше це вдалося зробити знімальній групі BBC. Широка аудиторія змогла побачити тибетську лисицю в живій природі у документальному фільмі "Планета Земля" (Серія 7 — "Великі рівнини" ("Great Plains")). [3].
- Також цю лисицю у Тибеті називають "Ва".